# Juhan Aavik
Juhan Aavik, född den 29 januari 1884 i Holstre, landskapet Viljandimaa, Estland, död den 26 november 1982 i Stockholm, var en estnisk-svensk tonsättare, dirigent och musikpedagog.

## Biografi
Aavik var en av de ledande personligheterna inom estniskt musikliv under mellankrigstiden. Han verkade efter studier vid musikkonservatoriet i Sankt Petersburg först som teaterkapellmästare och orkesterdirigent i Tartu. Från 1925 var han opera- och orkesterdirigent vid Estoniateatern i Tallinn 1925-1933 och professor 1928-1944 vid musikkonservatoriet samt dess direktör 1933-1940 och 1941-1944. Han var även en ansedd körledare.
Till följd av krigshändelserna måste Aavik fly till Sverige 1944, där han sedan dess var bosatt. I Stockholm ledde han Juhan Aaviks kör 1944-1951 och han var dirigent vid olika estniska sångarfester 1948-1961.

## Verk
Aavik komponerade över 200 verk, däribland två symfonier, en cellokonsert, en kontrabaskonsert, en pianotrio och ett requiem. Han publicerade också olika körverk, lieder och kammarmusikstycken. 
Han utgav under åren 1965-1969 en estnisk musikhistoria i fyra band.